# إيس ستيل
إيس ستيل (بالإنجليزية: Ace Steel) هو مصارع محترف أمريكي، ولد في 25 يناير 1973 في شيكاغو في الولايات المتحدة.

## روابط خارجية
- إيس ستيل على موقع CageMatch worker (الإنجليزية)
- إيس ستيل على موقع قاعدة بيانات المصارعة على الإنترنت (الإنجليزية)